# Scott LaValla

a Compétitions nationales et continentales officielles uniquement.

b Matchs officiels uniquement.
Dernière mise à jour le 12 août 2015.
Scott LaValla, né le 4 juillet 1988 à Olympia (État de Washington, États-Unis), est un joueur international américain de rugby à XV. Il joue avec l'équipe des États-Unis depuis 2010 et au sein du Stade français depuis 2011, évoluant au poste de deuxième ligne ou de troisième ligne aile (1,97 m pour 117 kg).
Il devrait quitter le Stade Français à la fin de saison 2015 pour intégrer le Corps des Marines.

## Biographie
Ayant découvert le rugby qu'à 16 ans, en Irlande, alors qu'il faisait des études à Dublin, Scott LaValla intègre le centre de formation du Stade Français à 19 ans et fait ses premiers matchs avec l'équipe professionnelle du club en 2011.

## Carrière

### En club
- 2007-2009 : Dublin University FC
- 2011-2015 : Stade français

### En équipe nationale
Il a obtenu sa première cape internationale le 5 juin 2010 à l'occasion d'un match contre l'équipe de Russie à Glendale (État du Colorado, États-Unis).

## Palmarès

### En club
- Vainqueur du Top 14 en 2015

## Statistiques en équipe nationale
- 33 sélections (29 fois titulaire, 4 fois remplaçant)
- 5 points (1 essai)
- 1 fois capitaine le 15 novembre 2014
- Sélections par année :  2 en 2010, 7 en 2011, 6 en 2012, 6 en 2013, 8 en 2014, 4 en 2015

En Coupe du monde :
- 2011 : 3 sélections (Russie, Australie, Italie)